# Cemex
Cemex je mexická akciová společnost zaměřená na výrobu stavebních materiálů. Sídlí ve městě San Pedro Garza García ve státě Nuevo León. Byla založena v roce 1906. Od roku 1976 je obchodována na Bolsa Mexicana de Valores a v roce 1992 se stala nadnárodní korporací. Působí ve více než padesáti zemích včetně České republiky a má více než čtyřicet tisíc zaměstnanců. Časopis Forbes ji v roce 2020 zařadil na 1327. místo žebříčku největších firem světa. Roční obrat se pohybuje okolo jedenácti miliard eur. Cemex je třetím největším výrobcem cementu na světě.
Základním výrobním závodem Cemex CZ je cementárna v Prachovicích, kterou Cemex odkoupil od společnosti Holcim. Kromě toho společnost vlastní několik lomů a provozuje desítky cementáren a štěrkoven.